# Tepizila
Tepizila är en ort i Mexiko.   Den ligger i kommunen Cuautempan och delstaten Puebla, i den sydöstra delen av landet, 150 km öster om huvudstaden Mexico City. Tepizila ligger 1 751 meter över havet och antalet invånare är 439.
Terrängen runt Tepizila är bergig österut, men västerut är den kuperad. Terrängen runt Tepizila sluttar norrut. Runt Tepizila är det ganska tätbefolkat, med 70 invånare per kvadratkilometer. Närmaste större samhälle är Zacatlán, 18,4 km väster om Tepizila. I omgivningarna runt Tepizila växer i huvudsak blandskog.